# Franc Trček (agrarni ekonomist)
Franc Trček, slovenski zadružnik in agrarni ekonomist, * 10. februar 1895, Medvedje Brdo, † 24. januar 1990, Ljubljana.

## Življenje in delo
Trček je bil od 1916–18 vojak na soški fronti, in nato 1918–19 prostovoljec pri Maistrovih borcih na Koroškem. Nato je do 1922 študiral agronomijo v Pragi. V letih 1923−41 je bil ravnatelj Zveze slovenskih zadrug v Ljubljani, po končani vojni je delal v vladni službi, nato je bil svetovalec na Inštitutu za agrarno ekonomiko Kmetijskega znanstvenega zavoda Slovenije (1947−53) in predavatelj na katedri za ekonomiko BF v Ljubljani (do 1971).
Napisal je knjigo Oris zadružništva (1936) in številne članke s področja agrarne politike, kmečkih dolgov in zadružnega gospodarstva. Bil je tudi urednik mesečnega časopisa Zadružni vestnik (1930−41).